# Jessica Vall
 Jessica Vall Montero (Barcelona, 22 november 1988) is een Spaanse zwemster.

## Carrière
Bij haar internationale debuut, op de wereldkampioenschappen zwemmen 2013 in Barcelona, strandde Vall in de halve finales van de 200 meter schoolslag en in de series van de 50 meter schoolslag. Op de Europese kampioenschappen kortebaanzwemmen 2013 in Herning eindigde de Spaanse als zesde op de 200 meter schoolslag, op zowel de 50 als de 100 meter schoolslag werd ze uitgeschakeld in de halve finales.
Tijdens de Europese kampioenschappen zwemmen 2014 in Berlijn veroverde Vall de bronzen medaille op de 200 meter schoolslag, daarnaast eindigde ze als vierde op de 100 meter schoolslag en strandde ze in de series van de 50 meter schoolslag. In Doha nam de Spaanse deel aan de wereldkampioenschappen kortebaanzwemmen 2014. Op dit toernooi werd ze uitgeschakeld in de series van de 50, 100 en 200 meter schoolslag.
Op de wereldkampioenschappen zwemmen 2015 in Kazan sleepte Vall de bronzen medaille in de wacht op de 200 meter schoolslag, een medaille die ze moest delen met de Deense Rikke Møller Pedersen en de Chinese Shi Jinglin. Op de 100 meter schoolslag werd ze uitgeschakeld in de halve finales. Samen met Duane da Rocha, Judit Ignacio en Melanie Costa strandde ze in de series van de 4x100 meter wisselslag.
Vall studeerde aan de Universiteit Pompeu Fabra in Barcelona.

## Internationale toernooien
| Jaar | Olympische Spelen | WK langebaan                                                  | WK kortebaan                                               | EK langebaan                                              | EK kortebaan                                              |
| ---- | ----------------- | ------------------------------------------------------------- | ---------------------------------------------------------- | --------------------------------------------------------- | --------------------------------------------------------- |
| 2013 |                   | 26e 50m schoolslag 13e 200m schoolslag                        |                                                            |                                                           | 19e 50m schoolslag 15e 100m schoolslag 6e 200m schoolslag |
| 2014 |                   |                                                               | 30e 50m schoolslag 21e 100m schoolslag 15e 200m schoolslag | 19e 50m schoolslag · 4e 100m schoolslag · 200m schoolslag |                                                           |
| 2015 |                   | 16e 100m schoolslag · 200m schoolslag · 16e 4x100m wisselslag |                                                            |                                                           | geen deelname                                             |

## Persoonlijke records
Bijgewerkt tot en met 7 augustus 2015
Kortebaan
| Afstand         | Tijd    | Datum            | Plaats   |
| --------------- | ------- | ---------------- | -------- |
| 50m schoolslag  | 1.31,15 | 12 december 2013 | Herning  |
| 100m schoolslag | 1.06,22 | 05 december 2014 | Doha     |
| 200m schoolslag | 2.20,57 | 13 december 2014 | Sabadell |

Langebaan
| Afstand         | Tijd    | Datum            | Plaats            |
| --------------- | ------- | ---------------- | ----------------- |
| 50m schoolslag  | 1.31,29 | 12 april 2014    | Palma de Mallorca |
| 100m schoolslag | 1.06,81 | 10 april 2014    | Palma de Mallorca |
| 200m schoolslag | 2.22,76 | 07 augustus 2015 | Kazan             |